# Karu (Nigeria)
Karu è una città della Repubblica Federale della Nigeria appartenente allo Stato di Nassarawa. È capoluogo dell'omonima area a governo locale (local government area) che si estende su una superficie di 2.640 km² e conta una popolazione di 205.477 abitanti.